# Paranas
Paranas es un municipio filipino de segunda clase, perteneciente a la provincia de Sámar, en las Bisayas Orientales.

## Historia
Hacia el año 1865, el lugar, ya por entonces perteneciente a la provincia de Sámar, tenía contabilizada una población de 6338 habitantes. Aparece descrito en el Estado geográfico, topográfico, estadístico, histórico-religioso, de la santa y apostólica provincia de S. Gregorio Magno (1865) de Félix de Huerta con las siguientes palabras:

PARANAS. Este pueblo debe su fundacion á los PP. de la sagrada Compañía de Jesus, quienes lo administraron hasta el año de 1768, en cuya época pasó á nuestro cargo, constando entonces de 310 tributos con 985 almas y siéndole asignado por primer cura franciscano el R. P. Fr. Miguel Rico. Se halla enclavado á 11° 41' 45" latitud, en un pequeño llano entre dos rios, sobre la costa O. de la isla y al N. de una gran ensenada de muy poco fondo. Confina por N. y E. con los montes del centro de la isla; por SE. con el pueblo de Calviga, distante unas cinco leguas y por O. con el de Jiabon á una legua. Su clima es cálido y poco ventilado. Se surten de agua de pozo, de mala calidad. Tiene dos malos caminos de herradura en direccion á los pueblos de Jiabon y Calviga, aunque generalmente se comunican por agua con el primero. El correo se recibe de la cabecera en dias indeterminados. La Iglesia, bajo la advocacion de los Santos Apóstoles S. Pedro y S. Pablo, es de piedra, construida por los Padres Jesuitas, la cual fué quemada depues. En 1835 fué segunda vez presa de las llamas, pero ya se halla otra vez reedificada por el R. P. Fr. Leon de Tembleque, quien al mismo tiempo construyó la casa parroquial de tabla. Hay un tribunal de tabla y una escuela de primeras letras, dotada por las cajas de Comunidad. Está aneja á este pueblo una visita llamada Loquilocon, distante tres leguas al NE. y situada junto á un rio que corre á desembocar á la costa E. de la isla por el pueblo de Paric, y es navegable para embarcaciones de poco porte. En el terreno de esta visita hay carbon de piedra aunque de inferior calidad. Está servido este pueblo por el R. P. Fr. Fernando Martinez, Predicador, de 25 años de edad. El terreno de este pueblo no tiene límites marcados por la parte de N. y E., por donde se dejan ver dilatados montes y estensas llanuras pobladas de muchas y buenas maderas de construccion y ebanistería, bejucos, diversidad de palmas, escelentes pastos, cera, brea, caza de toda clase y muchas raices alimenticias. Sus costas abundan de buen pescado, con especialidad de sardina, pero su puerto es muy sucio y poco profundo, por lo que solo pueden anclar en él embarcaciones menores y se halla bien resguardado de los vientos del N. y E. El terreno cultivado produce bastante arroz, algun abacá, camote y palauán. Sus naturales se dedican á la agricultura, beneficio del abacá, arroz, conducen al mercado de Catbalogan y otros pueblos.
(Huerta, 1865, pp. 307-308)

En 2020, tenía censados 32 374 habitantes.

## Patrimonio
Hay en el municipio una iglesia de San Pedro y San Pablo.